# Орлівська сільська рада (Теплицький район)
| Орлівська сільська рада — колишній орган місцевого самоврядування у Теплицькому районі Вінницької області з адміністративним центром у с. Орлівка. Сільській раді підпорядковані населені пункти: - с. Орлівка |

## Склад ради
Рада складається з 14 депутатів та голови.

## Керівний склад сільської ради
| ПІБ                              | Основні відомості                                                                  | Дата обрання | Дата звільнення |
| -------------------------------- | ---------------------------------------------------------------------------------- | ------------ | --------------- |
| Савчук Віктор Іванович           | Сільський голова, 1963 року народження, освіта, член Соціалістичної партії України | 26.03.2006   | 31.10.2010      |
| Тригубенко Олександра Миколаївна | Сільський голова, 1971 року народження, освіта середня спеціальна, позапартійна    | 31.10.2010   |                 |

Примітка: таблиця складена за даними джерела